# Petru al III-lea al Rusiei
Petru al III-lea Fjodorowitsch (născut Karl Peter Ulrich von Schleswig-Holstein-Gottorf; în rusă Пётр III Фëдорович, Pyotr III Fyodorovitch), (n. 10/21 februarie 1728, Kiel, Ducatul de Holstein⁠(d) – d. 6/17 iulie 1762, Ropsha⁠(d), Regiunea Leningrad, Rusia)  a fost țar al Imperiului Rus pentru șase luni în anul 1762. A fost soțul prințesei Sophie Auguste de Anhalt-Zerbst-Dornburg, mai târziu țarina Ecaterina a II-a. Potrivit celor mai mulți istorici era imatur mental și foarte pro-prusac, ceea ce l-a făcut un lider nepopular. Se presupune că a fost asasinat ca rezultat al conspirației condusă de soția sa, care i-a succedat la tron.

## Biografie
Karl Peter Ulrich de Schleswig-Holstein-Gottorf a fost fiul ducelui Karl Frederic de Holstein-Gottorp și al soției acestuia Anna Petrovna, o fiică a țarului Petru I cel Mare. 